# Улица Виру (Нарва)
Улица Виру (эст. Viru tänav) — улица в историческом районе Нарвы, от улицы Койдула до улицы Вестервалли.

## История
Современное название улицы связано с восточной эстонской провинцией Вирумаа, путь в которую проходил через ворота Виру (находились в районе современной улицы Тулевику). В 1684 году на плане города Нарва указана по-немецки Wirische Gasse. На плане 1905 года — Вирская, в 1912 и 1927 годах — Виру (название переведено на эстонский язык). 
Историческая застройка погибла во время Великой Отечественной войны, все здания на этой улице были разрушены. Впоследствии улица была застроена трёх- и четырёхэтажными домами типовой советской архитектуры 1960-х годов.
После войны была объединена с соседней улицей под общим названием Тулевику. Историческое название возвращено улице в 1995 году

## Достопримечательности

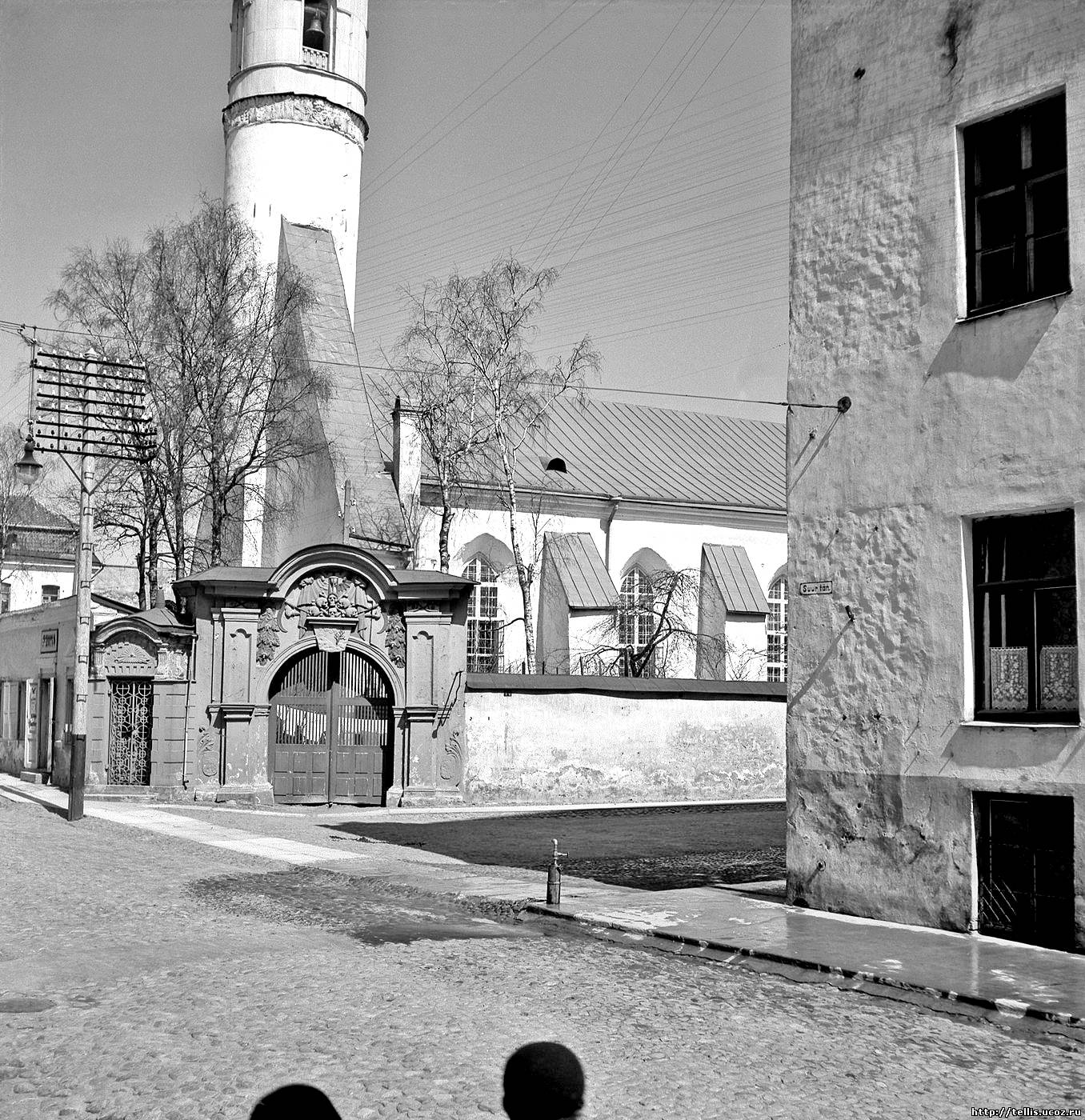
Спасо-Преображенский собор и «Ворота смерти». Вид от перекрестка улиц Суур и Виру. Фото 1930 года

д. 14 — Спасо-Преображенский собор (не сохранился)
д. 18 — Яановская церковь (не сохранилась)